# Radical 113
Le radical 113, qui signifie le culte des ancêtres, est un des 23 des 214 radicaux chinois répertoriés dans le dictionnaire de Kangxi composés de cinq traits.
Le caractère Unicode de 示 est 793A.

## Caractères avec le radical 113
| nombre de traits          | caractères                                                     |
| ------------------------- | -------------------------------------------------------------- |
| Sans trait supplémentaire | 示 礻                                                          |
| 1 traits supplémentaires  | 礼                                                             |
| 2 traits supplémentaires  | 礽                                                             |
| 3 traits supplémentaires  | 社 礿 祀 祁 祂 祃                                              |
| 4 traits supplémentaires  | 祄 祅 祆 祇 祈 祉 祊 祋 祌 祍 祎                               |
| 5 traits supplémentaires  | 祏 祐 祑 祒 祓 祔 祕 祖 祗 祘 祙 祚 祛 祜 祝 神 祟 祠 祡 祢    |
| 6 traits supplémentaires  | 祣 祤 祥 祦 祧 票 祩 祪 祫 祬 祭 祮 祯                         |
| 7 traits supplémentaires  | 祰 祱 祲 祳 祴 祵 祶 祷 祸                                     |
| 8 traits supplémentaires  | 祹 祺 祻 祼 祽 祾 祿 禀 禁 禂 禃 禄                            |
| 9 traits supplémentaires  | 禅 禆 禇 禈 禉 禊 禋 禌 禍 禎 福 禐 禑 禒 禓 禔 禕 禖 禗 禘 禙 |
| 10 traits supplémentaires | 禚 禛 禜 禝 禞 禟 禠 禡 禢 禣                                  |
| 11 traits supplémentaires | 禤 禥 禦                                                       |
| 12 traits supplémentaires | 禧 禨 禩 禪 禫                                                 |
| 13 traits supplémentaires | 禬 禭 禮 禯                                                    |
| 14 traits supplémentaires | 禰 禱                                                          |
| 15 traits supplémentaires | 禲                                                             |
| 17 traits supplémentaires | 禳 禴                                                          |
| 18 traits supplémentaires | 禵                                                             |
| 19 traits supplémentaires | 禶 禷                                                          |